# Wasserreis (Pflanzenmorphologie)
Als Wasserreis wird ein Spross bezeichnet, der aus einer schlafenden Knospe im Stammbereich austreibt. Wasserreiser erkennt man an den oft größeren und oft auch anders gestalteten Blättern.

## Benennung
Wasserreiser sind Adventivsprosse, die sekundär an älteren Abschnitten des Sprosses aus schlafenden Knospen (Adventivknospen oder Proventivknospen) austreiben. Für solche Triebe ist die Terminologie sehr uneinheitlich. Neben Wasserreis sind die Ausdrücke Kompensationstrieb, Angsttrieb, Wasserschoss oder Wasserschössling im Gebrauch; aus solchen gebildete dickere Äste werden als Klebäste bezeichnet. Die Ausdrücke Angsttriebe (auch Angstreiser), später Nottriebe oder Ersatztriebe wurden in den 1980er Jahren vor allem durch den Forstwissenschaftler Peter Schütt als Wuchsanomalien geschädigter Nadelbäume im Zusammenhang mit der damaligen Debatte zum Waldsterben popularisiert. Im von Schütt herausgegebenen Lexikon der Forstbotanik wird dafür der Begriff Proventivtrieb verwendet, der auch nach dem Kosmos Wald- und Forstlexikon synonym zu Angsttrieb ist. Der alternative Ausdruck epikormischer Spross (epicormic branch, auch epicormic shoot) wird in einem fachlichen Review von Andrew R. Meier und Kollegen 2012 als vereinheitlichte Beschreibung vorgeschlagen, er ist aber noch wenig verbreitet.
Im Obstbau bezeichnet man die kräftigen, beinahe senkrechten Triebe oft als Wasserreiser, Wasserschosse oder Wassertriebe, die sich auf den älteren, eher waagrecht orientierten Ästen entwickeln (obwohl fachlich dafür die Bezeichnung Ständertrieb empfohlen wird). Botanisch werden solche Triebe auch als Reiter bezeichnet. Diese Triebe werden je nach Position entweder belassen, um nach dem Absenken des tragenden Astes (Verformung durch Fruchtbehang) die neue Verlängerung der Astachse zu bilden, oder entfernt, wenn sie das Innere des Baumes beschatten und überwachsen würden. Sobald die Ausrichtung des Wasserreises die Senkrechte verlässt, verändert sich sein weiteres Verhalten, und es wird von Fruchtruten gesprochen. Dieses Absenken erfolgt häufig aufgrund der Belastung durch Blätter und Früchte; es kann aber ebenso durch Herunterbiegen und -binden sowie durch das Anbringen von Gewichten erzielt werden.

## Anatomie und Morphologie
Wasserreiser (epikormische Sprosse) entstehen durch den Austrieb sogenannter schlafender Knospen. Diese treten in zwei Formen auf, die sich in ihrer Bildungsweise unterscheiden. Proventivknospen entstehen durch Teilung eines normalen Apikalmeristems eines Sprosses. Adventivknospen (im engeren Sinne) bilden sich ohne Beziehung zu einem Meristem aus anderem Gewebe, oft aus Wundgewebe (Kallus genannt), das nach einer Verletzung des Sprosses die Wunde verschließt. Auch diese Terminologie ist allerdings nicht ganz einheitlich, einige Fachleute nennen alle Bildungen abseits des üblichen Orts adventiv. Das Vermögen, durch Bildung von adventiven Wasserreisern eine Krone zu regenerieren, wird manchmal nach einer Begriffsbildung durch den Botaniker Roelof A.A. Oldeman als Reiteration bezeichnet. Obwohl Proventivknospen meist aus gewöhnlichen Knospenanlagen an der Sprossspitze oder in der Achsel eines Tragblatts hervorgehen, bleiben sie beim sekundären Dickenwachstum oft erhalten, sie sind dann im Inneren des verholzten Triebes durch eine mitwachsende Brücke parenchymatischen Gewebes mit dem ursprünglichen Meristem verbunden. Es wirkt dann so, als ob der Seitenspross unvermittelt direkt aus dem verholzten Spross hervorbricht. Die entsprechenden Knospen sind meist einfacher gebaut als gewöhnliche, meist fehlen die Blattanlagen, oft auch umhüllende Knospenschuppen. Entsprechende Knospen können lange Zeit, manchmal mehr als 50 Jahre, erhalten bleiben und unter entsprechenden Bedingungen ein Wasserreis ausbilden. Sie werden jedoch seltener, je älter der betreffende Sprossabschnitt ist. In vielen Fällen bilden sie komplexe Strukturen aus vielen nahe beieinander liegenden Knospen aus. Andere Baumarten bilden einzeln liegende, größere Knospen, die dann weniger lange (kaum über 15 Jahre) austriebsfähig bleiben.

## Auslösende Faktoren
Die so gebildeten Knospen bleiben normalerweise zunächst inaktiv (dormant, also „schlafend“), bis sie auf einen externen Reiz hin ein Wasserreis ausbilden. Zahlreiche Faktoren kommen dabei als auslösender Reiz in Frage; meist stehen diese im Zusammenhang mit Stressfaktoren für den Organismus, die zu einem Verlust zahlreicher normaler Blätter und Triebe führen. Die Bildung von Wasserreisern ist also eine Stressreaktion, mit der der Baum seine Blattfläche konstant halten will. Sie ist also nicht pathologisch (wie ein Hexenbesen), sondern eine in der Evolution der Baumart angelegte Reaktionsnorm. Obwohl die energetischen Kosten der schlafenden Knospen für den Baum recht gering sind, unterscheiden sich verschiedene Baumarten merklich in ihrem Vermögen, Wasserreiser auszubilden, einige sind gar nicht dazu in der Lage. Dies kann wohl dadurch erklärt werden, dass je nach Umwelt der Nutzen sehr verschieden groß ist, so dass das Vermögen dazu in der Evolution verloren gehen kann. Auslösende Stressfaktoren sind zahlreich: Blattverlust durch Insektenfraß, Feuer, Rückschnitt durch den Menschen, aber auch intensive Konkurrenz zu benachbarten Bäumen oder schlechter Wuchs aufgrund eines ungünstigen Standorts gehören dazu. Dadurch bilden schwachwüchsige Bäume generell mehr Wasserreiser aus. Ihre Bildung kann auch dadurch ausgelöst werden, dass bisher im Schatten liegende Teile von Stamm oder Ästen plötzlich besser belichtet werden. Als Mechanismus wird hier seit langer Zeit die Aufhebung einer vorher wirksamen Hemmung durch das Phytohormon Auxin postuliert.